# Kvarntjärnen (Älvros socken, Härjedalen)
Kvarntjärnen är en sjö i Härjedalens kommun i Härjedalen och ingår i Ljusnans huvudavrinningsområde.